# Vanya on 42nd Street
Vanya on 42nd Street (bra: Tio Vanya em Nova York; prt: Vania na Rua 42) é um filme norte-americano de 1994, do gênero comédia dramático-romântica, dirigido por Louis Malle, com roteiro de Andre Gregory baseado na peça teatral Tio Vânia, de Anton Tchekhov.
É o último filme de Louis Malle, realizado um ano antes de sua morte.

## Sinopse
Intelectual de meia idade é casado com uma bela jovem, que é infeliz com ele. Seu cunhado e administrador de seus bens apaixona-se por ela. A história situa-se dentro de outra história, a de atores montando a peça teatral Tio Vânia.

## Elenco
- Julianne Moore ... Yelena
- Brooke Smith ... Sonya
- George Gaynes ... Serybryakov
- Larry Pine ... Dr. Astrov
- Wallace Shawn ... Vanya
- Lynn Cohen ... Maman
- Jerry Mayer ... Waffles
- Madhur Jaffrey ... Sra. Chao